# Гай Сульпіцій Лонг
Гай Сульпі́цій Лонг (лат. Gaius Sulpicius Longus; ? — після 312 до н. е.) — політичний, державний і військовий діяч Римської республіки, триразовий консул 337, 323, 314 років до н. е..

## Життєпис
Походив з патриціанського роду Сульпіціїв. Його батьком був Сервій Сульпіцій Лонг.
Вперше Гая Сульпіція було обрано консулом у 337 році до н. е. разом з Публієм Елієм Петом. Того ж року розпочалася війна між сідіцинами і союзними Риму аврунками. Гай Сульпіцій і його колега вирушили їм на допомогу. Однак, через неквапливість консули не встигли допомогти союзникам, тому сенат призначив диктатора Гая Клавдія Красса Інрегілленса.
У 323 році до н. е. його було вдруге обрано консулом, цього разу разом з Квінтом Авлієм Церретан. Гай Сульпіцій вирушив воювати з самнітами. Римляни розорили землі Самніуму, однак, відкритих бойових дій не було.
у 319 році до н. е. його можливо було обрано цензором з колегою, ім'я якого залишилось невідомим. 
У 314 році до н. е. його втретє було обрано консулом, цього разу разом з Марком Петелієм Лібоном. Тоді тривала друга Самнітська війна. Було захоплено місто Сору і землі авзонів. У тому ж році консули розгромили самнитів при Кавдії, після чого рушили до Бовіану, де передали війська диктатору Гаю Петелію Лібону Візолу.
У 312 році до н. е. Гай Сульпіцій був призначений диктатором для підготовки до війни з етрусками. 
Подальша доля Гая Сульпіція Лонга невідома.